# Longhua, Shenzhen
Longhua är ett stadsdistrikt i den subprovinsiella staden Shenzhen i provinsen Guangdong i sydöstra Kina. Befolkningen uppgick till 2 528 872 vid folkräkningen 2020.
Longhua är indelat i sex stadsdelsdistrikt (jiedao).
- Dalang (大浪街道)
- Fucheng (福城街道)
- Guanhu (观湖街道)
- Guanlan (观澜街道)
- Longhua (龙华街道)
- Minzhi (民治街道)